# Добрічонешть
Добрічонешть, Добрічонешті (рум. Dobricionești) — село у повіті Біхор в Румунії. Входить до складу комуни Меджешть.
Село розташоване на відстані 399 км на північний захід від Бухареста, 43 км на схід від Ораді, 88 км на захід від Клуж-Напоки.

## Населення
За даними перепису населення 2002 року у селі проживали 590 осіб, з них 589 осіб (99,8%) румунів. Усі жителі села рідною мовою назвали румунську.